# The Psychopath
The Psychopath (em português: As bonecas da morte) é um filme inglês de 1966 dirigido por Freddie Francis e escrito por Robert Bloch, autor de Psicose, produzido pela Amicus Productions. 

## Sinopse
É estrelado por Patrick Wymark e Margaret Johnston. O enredo trata de um inspetor de polícia que investiga uma série de assassinatos, os quais as vítimas têm bonecas ligadas a seus corpos. A trilha logo leva a uma senhora Von Sturm, que sabe um conjunto de segredos obscuros que podem conter a chave para os assassinatos.

## Elenco
- Patrick Wymark - Inspector Holloway
- Margaret Johnston - Sra. Von Sturm
- John Standing - Mark Von Sturm
- Alexander Knox - Frank Saville
- Judy Huxtable - Louise Saville
- Don Borisenko - Donald Loftis
- Thorley Walters - Martin Roth
- Robert Crewdson - Victor Ledoux
- Colin Gordon - Dr. Glyn
- Tim Barrett - Morgan
- John Harvey - Reinhardt Klermer
- Harold Lang - Briggs